# Römerswil
Römerswil (toponimo tedesco) è un comune svizzero di 1 770 abitanti del Canton Lucerna, nel distretto di Hochdorf.

## Geografia fisica
Il territorio di Römerswil comprende una parte del lago di Baldegg.

## Storia
Dal 1798 Römerswil costituì, assieme a Rain e Hildisrieden, il comune di Berghof, che fu soppresso nel 1836; nel 1838 le tre località divennero comuni autonomi. In seguito al risultato favorevole del referendum del 30 novembre 2003, il 1º gennaio 2005 Römerswil ha inglobato il comune soppresso di Herlisberg.

## Monumenti e luoghi d'interesse
- Chiesa parrocchiale cattolica di San Bartolomeo, eretta nel 1880-1882[3];
- Cappella cattolica di San Rocco, eretta nel 1565-1566[3].

## Società

### Evoluzione demografica
L'evoluzione demografica è riportata nella seguente tabella:
Abitanti censiti

## Geografia antropica

### Frazioni
Le frazioni di Römerswil sono:
- Herlisberg[6]
  - Laufenberg
  - Oberrinach
- Huwil
- Ludige
- Niffel
- Nunwil
- Tempikon
- Williswil

## Economia
L'economia locale si basa prevalentemente sul settore primario e sul pendolarismo in uscita.